# Джузепе Моро
Джузепе Моро (на италиански: Giuseppe Moro) е бивш италиански футболист, вратар.

## Кариера
В 8 сезона в Серия А, Джузепе Моро играе за 6 различни отбора (Фиорентина, Бари, Торино, Лукезе, Сампдория и Рома).

### Национален отбор
Моро прави дебюта си с италианския национален отбор през 1949 г., като прави някои забележителни спасявания срещу Унгария. По време на второто си представяне в класическия мач Англия-Италия, който се играе в Лондон, той демонстрира своя най-известен блок: Стан Мортенсен се опитва да преодолее Моро с мощен и точен изстрел, който италианският вратар блестящо избива. Моро запазва мрежата си суха за 75 минути, преди да бъде преодолян от Джак Роули и Били Райт, което не обезсмисля изключителното му представяне.
Той също така участва с Италия на Световното първенство през 1950 г. в победа срещу Парагвай, заменяйки титулярния страж Лучидио Сентименти, който играе в двата предишни мача.